# Marengo (moeda)

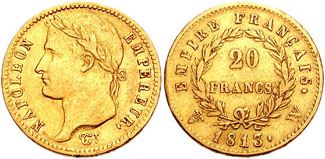
Um marengo de 20 francos, de 1815, com o busto de Napoleão

O marengo, ou napoleão, é uma moeda de ouro de 20 francos cunhada em 1801 pela República Subalpina para celebrar a vitória de Napoleão Bonaparte contra os austríacos na Batalha de Marengo em 14 de junho de 1800 .

## O primeiro marengo
Esta tipologia de moedas foi cunhada de 1803 a 1815; o seu diâmetro era 21,5 mm, com um peso de 6,45 gramas e 900 milésimos de ouro. As moedas apresentam a efígie de Napoleão Bonaparte, primeiro como Primeiro Cônsul e depois como Imperador dos Franceses .

## Emissões pós-napoleónicas

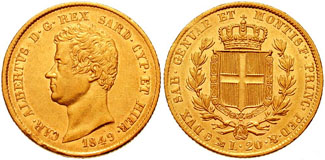
Um marengo de 20 liras, de 1849, com o busto de Carlos Alberto, rei da Sardenha

Após a queda de Napoleão, a cunhagem do marengo continuou e a utilização do nome foi alargado a todas as moedas de ouro de 20 francos produzidas nem França no século XIX. Após o estabelecimento da União Monetária Latina, o nome marengo também foi utilizado para outras moedas da União com o mesmo valor, incluindo a moeda italiana de 20 liras .
O nome permaneceu nas moedas de ouro de 20 francos (ou 20 liras) cunhadas posteriormente pela França, Bélgica, Suíça, Itália e em moedas de denominação semelhante cunhadas por outros países, ou seja, as moedas cunhadas pelos países pertencentes à União Monetária Latina, que assim se comprometiam a respeitar o valor nominal e o peso do marengo na sua cunhagem. Esta tipologia de moedas tem um valor de mercado estritamente correlacionado com o preço do ouro, calculado pela multiplicação do peso líquido do ouro puro nelas contido (5,805 gramas, obtidos pela multiplicação do peso bruto de 6,45 gramas pelo título de 900 milésimos, ou seja, 90% ouro puro e 10% cobre) pelo preço de mercado do ouro por grama.
No entanto, existem alguns marengos "colecionáveis" de valor numismático e preço mais elevado, cuja raridade colecionável excede o valor intrínseco do conteúdo de ouro  . Por exemplo, na região italiana, os exemplares cunhados durante o Reino da Sardenha por Carlo Felice e Carlo Alberto. Além disso, os exemplares cunhados por Vítor Emanuel II de 1870 a 1872, o raríssimo Roma de 1873 e o de 1874/1875 são raros ou muito raros. Os exemplares de marengo raros, cunhados por Umberto I, são de 1884, 1889, 1891, 1893, 1897. Infelizmente, estas moedas raras de marengo são frequentemente re-cunhadas por falsificadores e, portanto, a maioria dos exemplares em circulação são falsificações, mesmo as antigas.
A quantidade de moedas de marengo cunhadas pelos reis de Itália é de aproximadamente 11.743.000 moedas cunhadas por Vítor Emanuel II, entre 1861 e 1878, e 8.763.000 cunhadas pelo por Umberto I, entre 1879 a 1897.